# 新疆舞蛛
新疆舞蛛（学名：Alopecosa xinjiangensis）为狼蛛科舞蛛属的动物。在中国大陆，分布于新疆等地，常见于旱田草丛。该物种的模式产地在新疆。